# Toronto-Nord-Ouest
Pour les articles homonymes, voir Toronto (homonymie).
Toronto-Nord-Ouest fut une circonscription électorale fédérale de l'Ontario, représentée de 1925 à 1935. 
La circonscription de Toronto-Nord-Ouest a été créée en 1924 avec des parties de Parkdale, Toronto-Nord et York-Sud. Abolie en 1933, elle fut redistribuée parmi Davenport, Spadina, Trinity et York-Ouest.

## Géographie
En 1924, la circonscription de Toronto-Nord-Ouest fut délimitée par Bloor Street, Bathurst Street, le chemin de fer du Canadien National et du Canadien Pacifique et par Landsdowne Avenue.

## Députés
1. 1925-1930 — Thomas Langton Church, CON
2. 1930-1935 — John Ritchie MacNicol, CON

- CON = Parti conservateur du Canada (ancien)